# LS마린솔루션
LS마린솔루션은 대한민국의 통신회사이다. 해저통신케이블과 해저전력케이블의 시공 및 유지보수 사업을 한다. 미국 서부와 싱가포르, 인도네시아를 연결한 ECHO 해저 케이블 프로젝트를 시공했다.

## 역사
2023년 KT서브마린에서 현재의 사명으로 변경하였고 최대주주가 KT에서 LS전선으로 옮겨갔다.
2024년 지중 케이블 공사에 주력하는 LS빌드윈을 자회사로 편입하였다.
2025년 2,783억원 규모의 유상증자(1주당 0.62주 배정)을 결정하였다.
최대주주인 LS전선(66.75%)이 증자 참여에 소극적이며 증자 규모 대비 주관사가 8곳으로 이래적으로 많은 편이다.

## 주요사업
- 통신공사
- 해저통신

## 본점 및 지점 현황
- 본점: 부산광역시 해운대구 송정광어골로 42 (송정동)
- 거제사무소: 경상남도 거제시 하청면 거제북로 887